# Kdousov
Kdousov (en allemand : Gdossau) est une commune du district de Třebíč, dans la région de Vysočina, en République tchèque. Sa population s'élevait à 123 habitants en 2020.

## Géographie
Kdousov se trouve à 7 km au sud-est de Jemnice, à 31 km au sud-sud-est de Třebíč, à 46 km au sud de Jihlava et à 151 km au sud-est de Prague.
La commune est limitée par Slavíkovice au nord, par Mladoňovice et Hornice à l'est, et par Kostníky au sud-est, au sud et à l'ouest.

## Histoire
La première mention écrite de la localité date de 1341.

## Transports
Par la route, Kdousov se trouve à 8 km de Jemnice, à 43 km de Třebíč, à 54 km de Jihlava et à 188 km de Prague.